# Ernst Althaus
Ernst Althaus (* 19. Februar 1889 in Berlin; † 21. April 1977 in Herford) war ein deutscher Jurist und Oberbürgermeister der Städte Minden und Herford.

## Leben
Nach dem Abitur am Askanischen Gymnasium Berlin am 1. April 1907 studierte Ernst Althaus Rechtswissenschaften in Freiburg und Berlin. Am 23. März 1911 legte er das Referendarsexamen beim Kammergericht Berlin ab. Als Gerichtsreferendar beim Amtsgericht Jüterbog und bei verschiedenen Justizbehörden im Großraum Berlin eingesetzt, folgte am 1. April 1915 das Assessorexamen. Ernst leistete von 1915 bis 16. Dezember 1918 Kriegsdienst und war Leutnant der Reserve. Nach Kriegsende war er als Referent in der Reichsgetreidestelle eingesetzt und anschließend in der Magistratsverwaltung, zuletzt als Magistratsassessor, beschäftigt. Zunächst zur informatorischen Beschäftigung beim Landratsamt Halle (Saale) beurlaubt, kam der Auftrag zur vertretungsweisen Leitung des Landratsamtes am 1. Oktober 1921. Seine Wahl zum zweiten Bürgermeister der Stadt Herford fiel auf den 9. Dezember 1921. Schließlich wurde Althaus am 23. April 1930 zum Oberbürgermeister der Stadt Herford gewählt. Nach seiner Beurlaubung im Mai 1933 wurde er im Juli 1933 kommissarischer Bürgermeister der Stadt Minden und im Juli des Jahres 1934 definitiver Bürgermeister mit dem Titel Oberbürgermeister. 1935 war er SA-Scharführer und brachte es 1941 bis zum Hauptsturmführer der SA. Zum 1. Mai 1937 trat er zudem in die NSDAP ein (Mitgliedsnummer 4.114.622). Die Abordnung zum Stadtkommissar von Gotenhafen fiel auf den 5. April 1940, wurde aber Ende Mai 1940 mit der Beauftragung zur Wahrnehmung der Stelle des Ersten Beigeordneten der Stadt Münster aufgehoben. Bereits im Juli 1940 wurde er zum Reichskommissar für die besetzten niederländischen Gebiete abgeordnet und hier Abteilungsleiter für niederländische Polizeiangelegenheiten. Von Oktober 1944 bis Kriegsende war er in der Preisüberwachungsstelle beim Regierungspräsidenten Minden eingesetzt und alsbald aus „gesundheitlichen Gründen“ in den Ruhestand versetzt. Später betätigte er sich noch als Autor von verwaltungsrechtlichen und juristischen Aufsätzen.